# Abellera vermella
L'abellera vermella (Ophrys tenthredinifera) és una orquídia monopòdica i terrestre del gènere Ophrys. Aquesta abellera d'hàbits terrestres es distribueix pel Mediterrani (estat espanyol, sud de l'estat francès i Còrsega) i en general per tot Europa. Creix en prats, garrigues, llocs arbustius i boscos, en sòls arenosos calcaris. Creix en altures de 850-1100 msnm. Floreix de mitjans de març a abril. Com altres orquídies d'aquest gènere és pol·linitzada per pseudocopulació en què els mascles són seduïts per l'aparença de la flor, que imita la femella d'una espècie de vespa o abella. Es coneix que un dels pol·linitzadors és l'abella Eucera longicornis.
El seu nom genèric "Ophrys" deriva de la paraula grega: ὀφρύς Ophrys = 'cella', referint-se a l'alta consideració que es té d'aquest gènere. "Tenthredinifera" Del grec "tenthredón" = "tentredine", un insecte semblant a la vespa, referint-se al label. Ophrys s'esmenta per primera vegada en el llibre Naturalis Historia de Plini el Vell (23-79). Aquestes orquídies es denominen "orquídies vespa".

## Morfologia
Ophrys tenthredinifera és una planta de 10 a 60 cm d'alçada amb dos tubercles. Tija erecta i lleugerament flexuosa. Amb 3 a 8 fulles basals ovatolanceolades o oblongues. Espigues de tres a vuit flors: tenen un label de grans dimensions. El label és trilobat marró fosc, amb el lòbul central vellutat, trapezoïdal, allargat i bombat. El label de color marró vermellós d'uns 13 a 18 mm de longitud té tres lòbuls amb els dos laterals triangulars diminuts, que estan lleugerament girats cap endavant amb uns pèls fins blanquinosos. El lòbul intermedi és glabre i més gran que els laterals: té a l'extrem una indentació amb una petita protuberància groga cap amunt. L'espècul és de color marró al centre, l'extrem inferior blanquinós groguenc, l'extrem superior amb una gran taca blanca.
Té els tèpals externs còncaus, amb el marge revolut, d'un rosat purpuri o blancs, amb els nervis verds; els tres tèpals externs d'uns 7 mm de longitud. Els tèpals interns són bastant més petits que els externs, amples i triangulars, però del mateix color rosat que els externs, i fan un gran contrast amb els tons foscos del label. Aquesta espècie és variable en els seus dibuixos i gradació de color. Els canvis afecten les dimensions, color i forma del label i en menor mesura la de la planta.

## Taxonomia
Sinònims
- Arachnites limbata Link 1829;
- Arachnites tenthredinifera Tod. 1842
- Ophrys aprilia Devillers i Devillers-Tersch. 2003
- Ophrys arachnites Link 1799
- Ophrys di-stefani Lojac. 1909
- Ophrys ficalhoana Güímar 1887
- Ophrys ficalhoana var. choffati J.A.Guim. 1887
- Ophrys ficalhoana var. davei J.A.Guim. 1887
- Ophrys fusca Rchb. 1851
- Ophrys grandiflora Ten. 1919
- Ophrys insectifera var. rosea Desf. 1799
- Ophrys limbata Link 1829
- Ophrys neglecta Parl. 1858
- Ophrys rosea Desf. ex Boiss. 1860
- Ophrys tabanifera Sieber ex Nyman 1882
- Ophrys tenoreana Lindl. 1811;
- Ophrys tenthredinifera f. lutescens (Batt.) Raynaud 1985;
- Ophrys tenthredinifera subsp. ficalhoana (J.A.Guim.) M.R.Lowe i D.Tyteca 2000;
- Ophrys tenthredinifera subsp. guimaraesii D.Tyteca 2000;
- Ophrys tenthredinifera subsp. praecox D.Tyteca 1985;
- Ophrys tenthredinifera subsp. villosa (Desfontaines) H. Baumann & Künkele;
- Ophrys tenthredinifera subvar. choffati (J.A.Guim.) E.G.Camus 1928;
- Ophrys tenthredinifera subvar. davei (J.A.Guim.) E.G.Camus 1928;
- Ophrys tenthredinifera subvar. serotina (J.A.Guim.) E.G.Camus 1928;
- Ophrys tenthredinifera var. lutescens Batt. 1904;
- Ophrys tenthredinifera var. praecox Rchb.f. ex E.G.Camus in ?;
- Ophrys tenthredinifera var. serotina J.A.Guim. 1887;
- Ophrys villosa Desf. 1807
- Ophrys tetuanensis Pau 1929[2]

Híbrids naturals
- Ophrys × alibertiana (O. spruneri × O. tenthredinifera) Creta
- Ophrys × bodegomii (O. passionis × O. tenthredinifera) Espanya
- Ophrys × bourlieri (O. iricolor × O. lutea × O. tenthredinifera) nord d'Àfrica
- Ophrys × campolati (O. promontorii × O. tenthredinifera) (Italia)
- Ophrys × daneschianum (O. bertoloniiformis × O. tenthredinifera) França
- Ophrys × feldwegiana (O. ferrum-equinum × O. tenthredinifera) Grècia
- Ophrys × grampinii (O. sphegodes × O. tenthredinifera) Itàlia a Sicília
- Ophrys × heraultii (O. tenthredinifera × O. vernixia subsp. ciliata) (Baleares).
- Ophrys × inzengae (O. betolonii × O. tenthredinifera) França
- Ophrys × laconensis (O. arachniiformis × O. tenthredinifera) França
- Ophrys × lievreae (O. iricolor × O. tenthredinifera) nord d'Àfrica
- Ophrys × lupiae (O. bertolonii × O. incubacea × O. tenthredinifera) Itàlia
- Ophrys × manfredoniae (O. incubacea × O. tenthredinifera) Itàlia
- Ophrys × maremmae (O. holosericea subsp. fuciflora × O. tenthredinifera) Itàlia
- Ophrys × methonensis (O. argolica × O. tenthredinifera) Grècia
- Ophrys × montis-angeli (O. biscutella × O. tenthredinifera) Itàlia
- Ophrys × peltieri (O. scolopax × O. tenthredinifera) nord d'Àfrica
- Ophrys × personii (O. lutea × O. tentherdiniffera) Itàlia
- Ophrys × rovittellii (O. exaltata × O. tenthredinifera) França
- Ophrys × sanconoensis (O. exaltata × O. tenthredinifera) Sicília
- Ophrys × sancti-leonardi (O. fusca × O. tenthredinifera) Itàlia
- Ophrys × simica (O. lucis × O. tenthredinifera) est de les illes de l'Egeu
- Ophrys × sommieri (O. bombyliflora × O. tenthredinifera) Mediterrani
- Ophrys × sorrentini (O. bertolonii × O. tenthredinifera) sud d'Europa
- Ophrys × spanui (O. annae × O. tenthredinifera) França
- Ophrys × triadensis (O. sicula × O. tenthredinifera) Grècia
- Ophrys × tuscanica (O. crabronifera × O. tenthredinifera) Itàlia

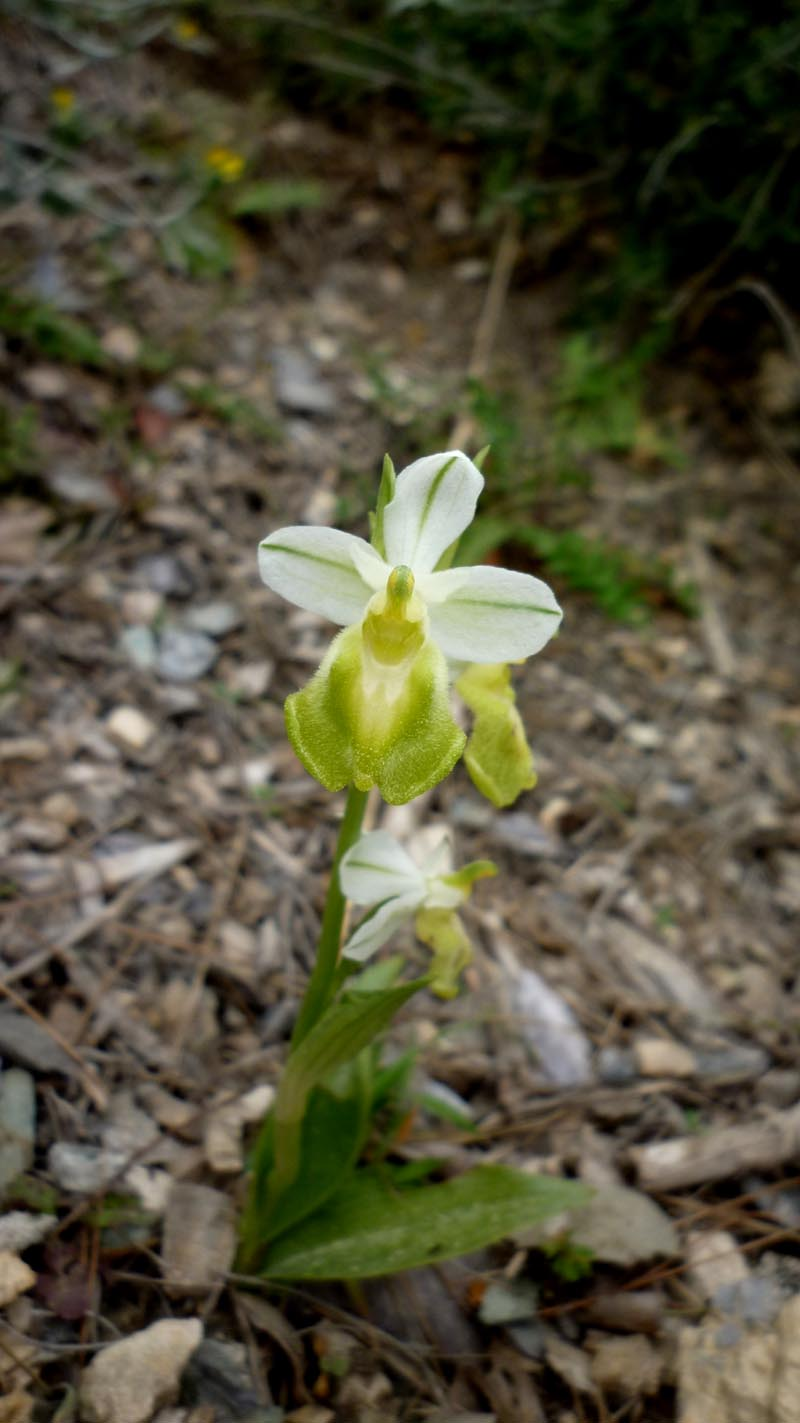
O. tenthredinifera hipocromàtica. Parc Natural de Serra de la Muela, Cabo Tiñoso y Roldán, Cartagena
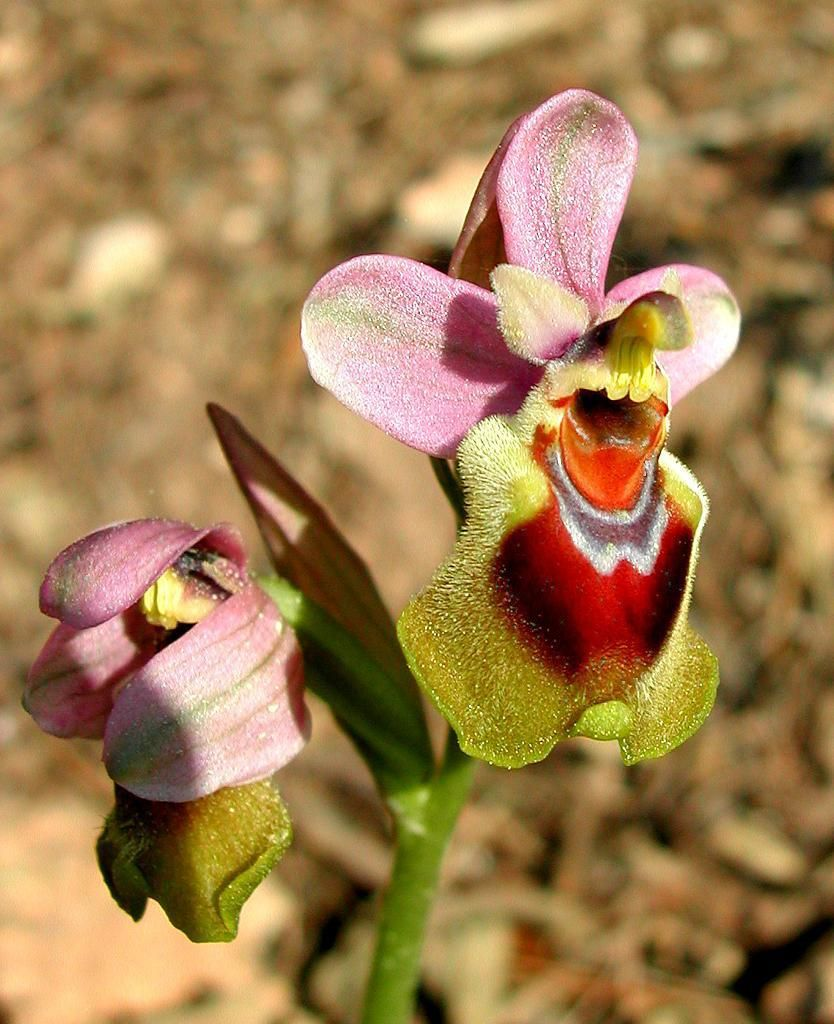
Ophrys tenthredinifera, Mallorca
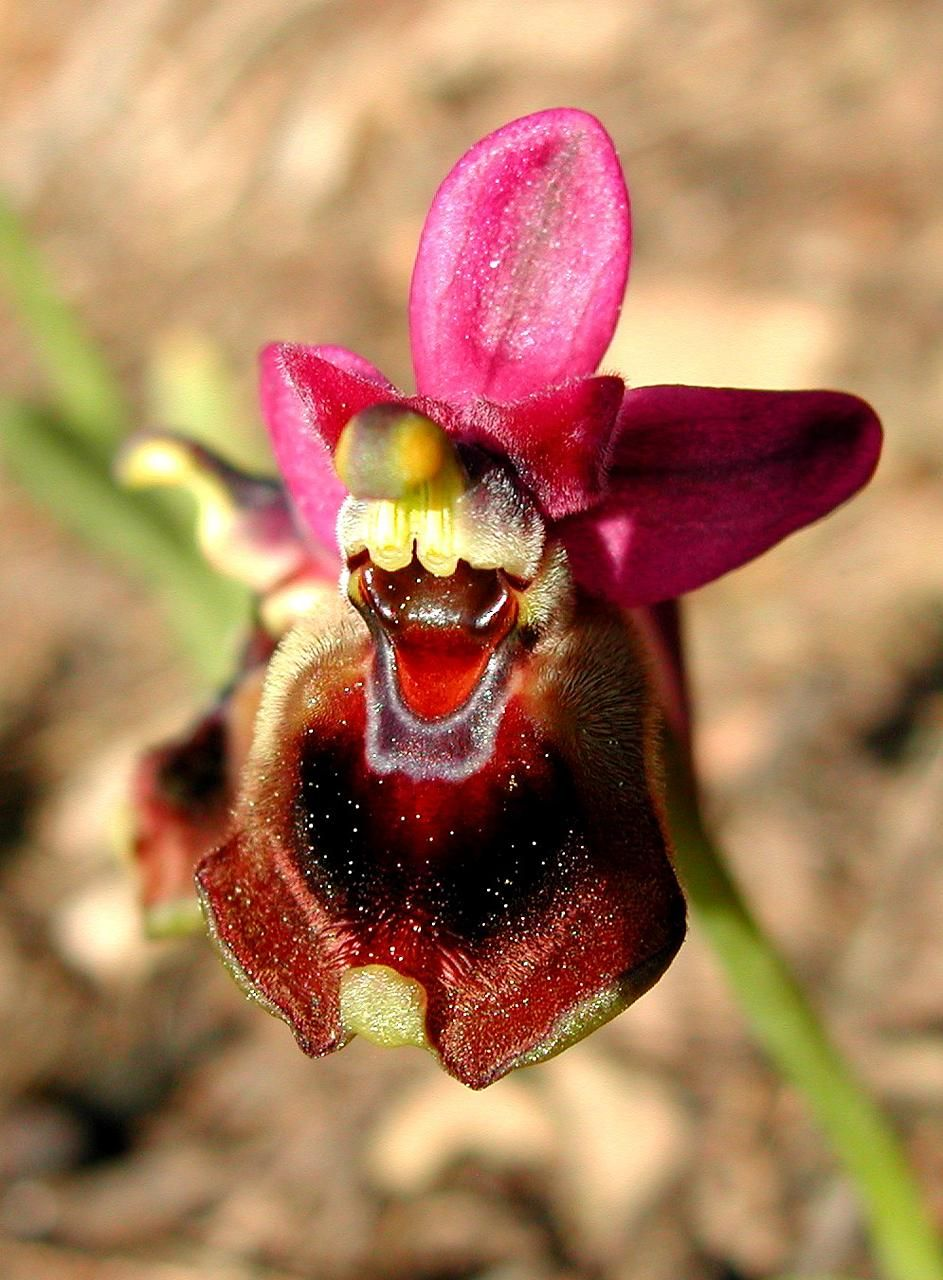
Ophrys tenthredinifera, Mallorca

## Bibliografria
- Leroy-Terquem, Gerald and Jean Parisot. Orchids: Care and Cultivation. London: Cassel Publishers Ltd., 1991.
- Schoser, Gustav. Orchid Growing Basics. Nova York: Sterling Publishing Co., Inc., 1993.
- White, Judy. Taylor’s Guide to Orchids. Frances Tenenbaum, Series Editor. Nova York: Houghton-Mifflin, 1996.
- Alec Pridgeon. The Illustrated Encyclopedia of Orchids. Published by the Timber Press.
- Bechtel, Cribb and Launert. The Manual Of Cultivated Orchid Species. Published by The MIT Press.